# 克桑滕條約
《克桑滕條約》（德語：Vertrag von Xanten）於1614年11月12日由諾伊堡的帕拉蒂尼伯爵沃爾夫岡·威廉和勃蘭登堡選帝侯約翰·西吉斯蒙德在萊茵河下游的克桑滕鎮簽署。英國和法國的代表擔任調解人。該協議正式結束了於利希繼承戰爭，並在將克萊沃、於利希的領土劃分給了威廉和西吉斯蒙德。

## 其他來源
- Hayden, J. Michael. . Journal of Modern History. 1973, 45 (1): 1–23. S2CID 144914347. doi:10.1086/240888.